# Ivan Korčok
Ivan Korčok, slovaški politik in diplomat, * 4. april 1964, Banská Bystrica.
Korčok je nekdanji slovaški minister za zunanje in evropske zadeve.

## Diplomacija
Med letoma 2005 do 2009 je bil slovaški veleposlanik v Zvezni republiki Nemčiji, nato pa do leta 2015 stalni predstavnik Slovaške pri Evropski uniji. Od leta 2015 do 2017 je bil pooblaščenec vlade za slovaško predsedovanje Svetu Evropske unije. V tem času je bil znova državni sekretar na Ministrstvu za zunanje in evropske zadeve.
Predsednik Andrej Kiska ga je 28. avgusta 2018 imenoval za veleposlanika Slovaške republike v Združenih državah Amerike, kjer ga je 17. septembra sprejel ameriški predsednik Donald Trump.

## Politika
8. aprila 2020 je postal minister za zunanje in evropske zadeve v vladi Igorja Matoviča. 24. marca 2021 je ob valu množičnih odstopov v slovaški vladi zaradi vladnega ravnanja s pandemijo COVID-19 odstopil. Sprva je predsednica Zuzana Čaputová zahtevala odstop predsednika vlade Igorja Matoviča.
Septembra 2022 je skupaj z drugimi ministri, ki jih je predlagala stranka SaS, odstopil zaradi nestrinjanja s politiko Igorja Matoviča.

## Zasebno
Z ženo Soňo ima dva sinova.